# Arcidiecéze paderbornská
Arcidiecéze paderbornská (lat. Archidioecesis Paderbornensis) je římskokatolická arcidiecéze, která se nachází na západě Německa, sídlem arcibiskupa je Paderborn.

## Historie
Diecéze byla v Parderbornu založena v roce 799.

## Organizace
Spolu s diecézemi erfurtskou, fuldskou a magdeburskou tvoří paderbornskou církevní provincii. Sídelní katedrálou je katedrála Panny Marie, sv. Liboria a sv. Kiliána v Paderbornu.

## Privilegia
Paderbornský arcibiskup má při mši právo nosit tzv. rationale.

## Arcibiskupové paderbornské arcidiecéze
Na arcidiecézi byla paderbornská diecéze povýšena v roce 1930.
- Caspar Klein (1930–1941)
- Lorenz Jaeger (1941–1973)
- Johannes Joachim Degenhardt (1974–2002)
- Hans-Josef Becker (od 2003)